# Eternal: The Best of Libera
Eternal: The Best of Libera es un álbum recopilatorio del grupo coral infantil londinense Libera, en el que se hace un recorrido por sus temas principales desde 1995 e incluye algunos nuevos. Lanzado en 2008, contiene 32 canciones, de las que seis conocen en este álbum su primera publicación.

## Lista de canciones
Disco 1
1. You Were There (tema principal de la película Nobody to watch Over Me. Música: Muramatsu) (3:57)*
2. Sanctus
3. Mother of God (2:42)*
4. Salva Me
5. Love And Mercy
6. Sancte
7. Secret
8. Do Not Stand At My Grave And Weep
9. Always With You
10. Libera
11. Ave Maria
12. Gaudete (2:50)*
13. Air On The G String
14. I Am The Day
15. We Are The Lost
16. Sempiterna - The Remix (3:42)*
Disco 2
1. Orinoco Flow
2. Far Away
3. Gloria
4. Voca Me
5. Sing For Ever
6. Rest In Peace
7. Adoramus
8. May The Road Rise Up
9. Ave Maria
10. Prayer
11. How Can I keep From Singing? (2:12)*
12. Be Still My Soul
13. Stay With Me
14. Recordare
15. Going Home
16. Heaven (Remix. Mezclado por Steven Geraghty) (3:58)*
Nota: Los temas marcados con (*) son nuevos.

## Créditos
- Interpretación: Libera
- Dirección musical y producción: Robert Prizeman